# Peyton Meyer
Peyton Graham Meyer (Las Vegas, 24 novembre 1998) è un attore statunitense.

## Biografia
Nato il 24 novembre a Las Vegas, Meyer ha iniziato ad avvicinarsi al mondo della recitazione a 12 anni. Successivamente ha partecipato a concorsi di recitazione locali e si è affidato a un'agenzia di talenti.
La sua carriera ha inizio nel 2013, anno in cui ha interpretato la parte di Wes Manning in alcuni episodi della sitcom Dog with a Blog. Dall'anno successivo è entrato a far parte del cast della serie televisiva Girl Meets World, sequel di Crescere, che fatica!, interpretando il ruolo di Lucas Friar. Dal 2018 al 2021 ha interpretato il ruolo ricorrente di Trip, il nuovo fidanzato di Taylor (Meg Donnelly), nella serie televisiva American Housewife. Dal 2024 è entrato nel cast principale della soap opera Il tempo della nostra vita nel ruolo di Doug Williams III rimanendo nel ruolo fino al 2025.

## Filmografia

### Cinema
- Gibby, regia di Phil Gorn (2016)
- He's All That, regia di Mark Waters (2021)

### Televisione
- Dog with a Blog - serie TV, 9 episodi (2013-2014)
- Best Friends Whenever - serie TV, 1 episodio (2015)
- Girl Meets World - serie TV, 72 episodi (2014-2017)
- Versus - serie TV, 6 episodi (2017)
- Wayne - serie TV, 1 episodio (2019)
- American Housewife - serie TV, 34 episodi (2018-2021)
- Il tempo della nostra vita – soap opera (2024-2025)

## Riconoscimenti
- 2015 – Young Artist Awards[2]
  - Candidatura al Miglior gruppo di giovani attori in una serie TV per Girl Meets World

## Doppiatori italiani
Nelle versioni in italiano delle opere in cui ha recitato, Peyton Meyer è stato doppiato da:
- Luca Baldini in Girl Meets World, American Housewife
- Alex Polidori in He's All That